# Культурна революція в СРСР
«Культу́рна револю́ція» — у радянській історіографії докорінний переворот у духовному розвитку країни, складова соціалістичних перетворень; охоплює створення соціалістичної системи народної освіти і просвіти; перевиховання колишньої та формування нової, «соціалістичної» інтелігенції; подолання впливу старої і утвердження марксистсько-ленінської ідеології; створення соціалістичної культури; перебудову побуту. Культурна революція як частина ленінського плану будівництва соціалізму насправді мала змінити освіту, науку, літературу, мистецтво відповідно до певних ідейно-політичних настанов. Таким чином, створювалася політизована культура.
Головною метою культурної революції, яка, на відміну від індустріалізації й колективізації, не повинна була закінчуватися ніколи, проголошувалося створення нової людини. І нова культура, і маси «нових людей» були необхідні для зміцнення комуністичної влади. З падінням її на початку 90х рр. XX ст. дискусійним залишається питання: чи вдалося створити «людину радянську». Деякі дослідники це заперечують, інші підтверджують, наводячи міркування стосовно різних її типів і їх впливу на сучасні процеси на теренах колишнього СРСР.

## Епіґони
У світовій історіографії під назвою «культурна революція» розуміють період в історії Китайської Народної Республіки, який розпочався з листа Мао Цзедуна до Центрального Комітету Комуністичної партії Китаю від 15.05.1966 р. Ця грандіозна кампанія виникла з внутрішньопартійної дискусії щодо перспектив китайського соціалізму. Відповідно до маоїстського погляду слід було реалізовувати ідеї «казарменого комунізму», які проголошували бідний і зрівняльний соціалізм, звеличували жертовність, класову боротьбу і культ руйнування. Своїх опонентів, які помірковано і реалістично ставилися до цього питання, Мао називав «ревізіоністами» й «ворогами». Загони «червоних вартових» (хунвейбінів), що об'єднували переважно учнів старших класів і студентів молодших курсів, мали знищувати всіх незгодних з курсом «великого керманича». Поступово терор зачепив не лише окремих керівників партійних організацій, а й усі верстви населення, крім армії. Як і в Радянському Союзі часів Й. Сталіна, було створено грандіозний культ особи Мао Цзедуна. Як і в Радянському Союзі, було поставлено за мету створення нової людини. Заради цього, за офіційною китайською статистикою, було знищено 100 млн громадян. Найжорстокіший період «великої пролетарської культурної революції» тривав до IX з'їзду К П К у 1969 р., а «рішучі дії» аж до смерті Мао 9.09.1976 р. В обох культурних революціях простежується багато спільних рис. Найголовніша — антиінтелектуалізм і нетерпимість до тих, хто думає інакше.